# Apamea combusta
Apamea combusta là một loài bướm đêm trong họ Noctuidae.